# Diecezja Lucena
Diecezja Lucena – diecezja rzymskokatolicka na Filipinach. Powstała w 1950 z terenu diecezji Lipa.

## Lista biskupów
- Alfredo Maria Obviar y Aranda † (1950–1976)
- José Tomás Sánchez † (1976–1982)
- Ruben T. Profugo † (1982–2003)
- Emilio Z. Marquez, (2003–2017)
- Mel Rey M. Uy, od 2017